# Tyria jacobaeae
Tyria jacobaeae là một loài bướm đêm thuộc phân họ Arctiinae, họ Erebidae.

## Hình ảnh

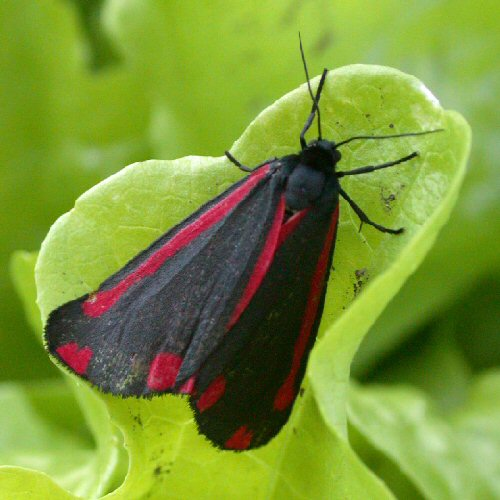
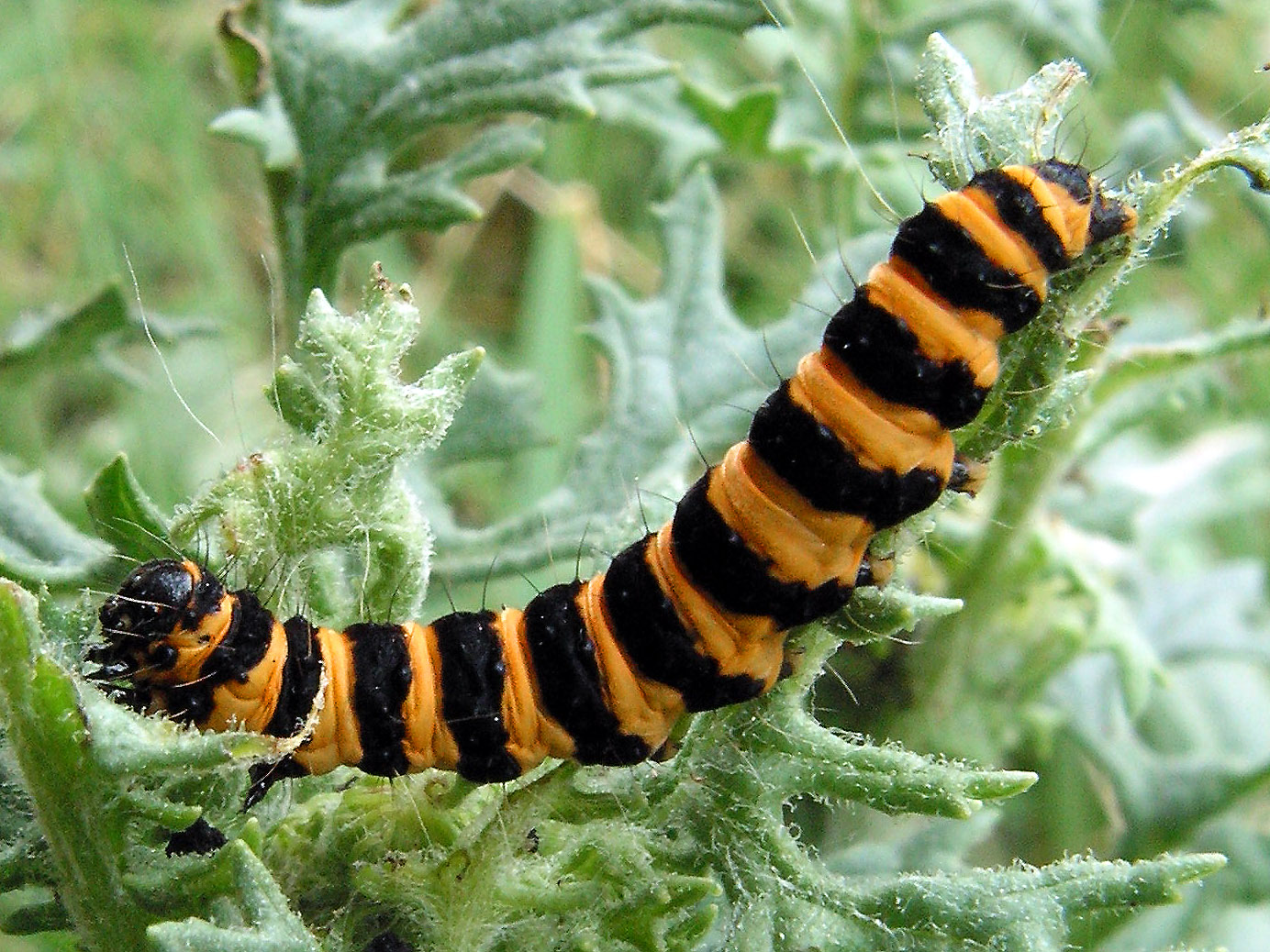
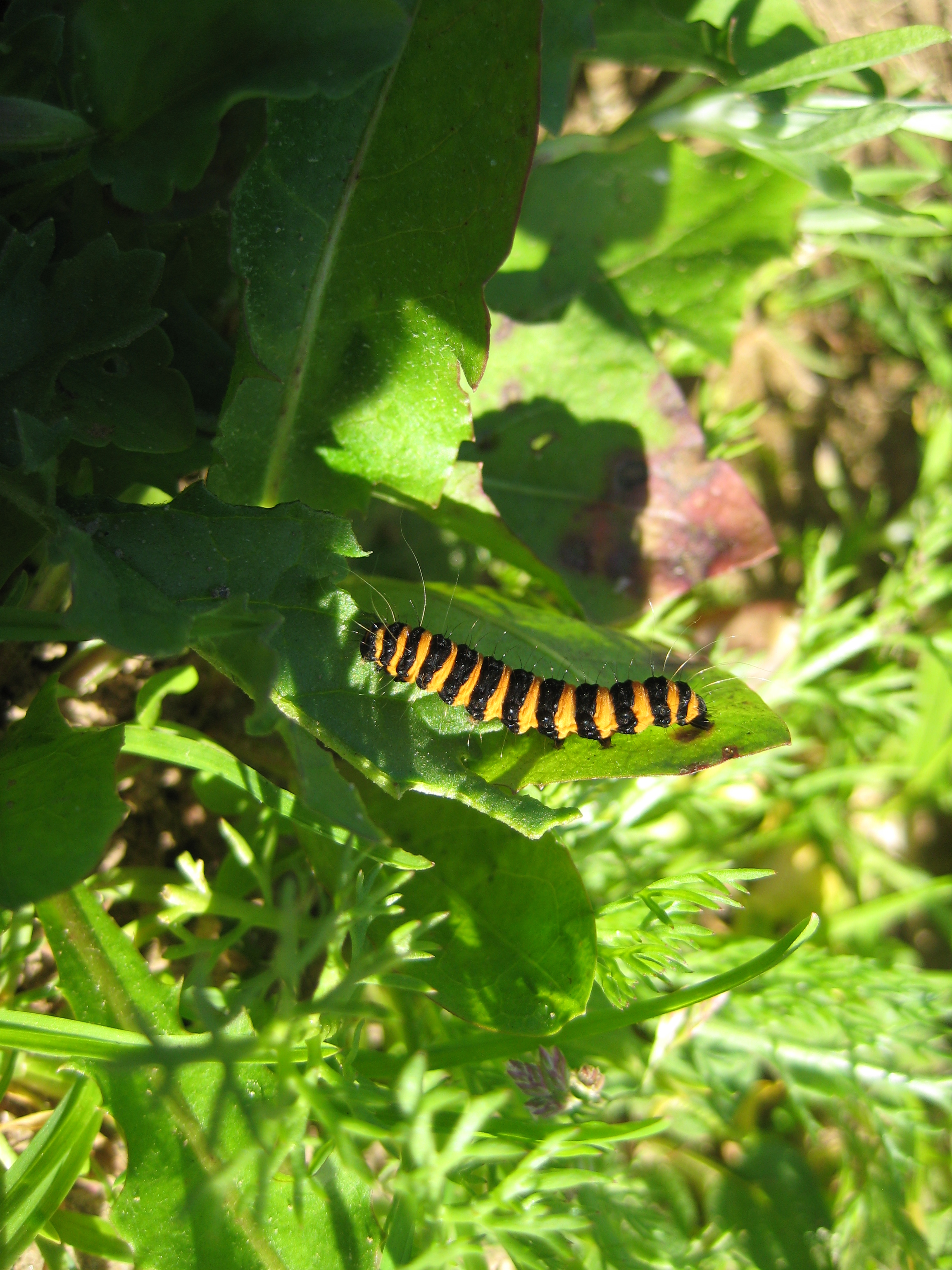
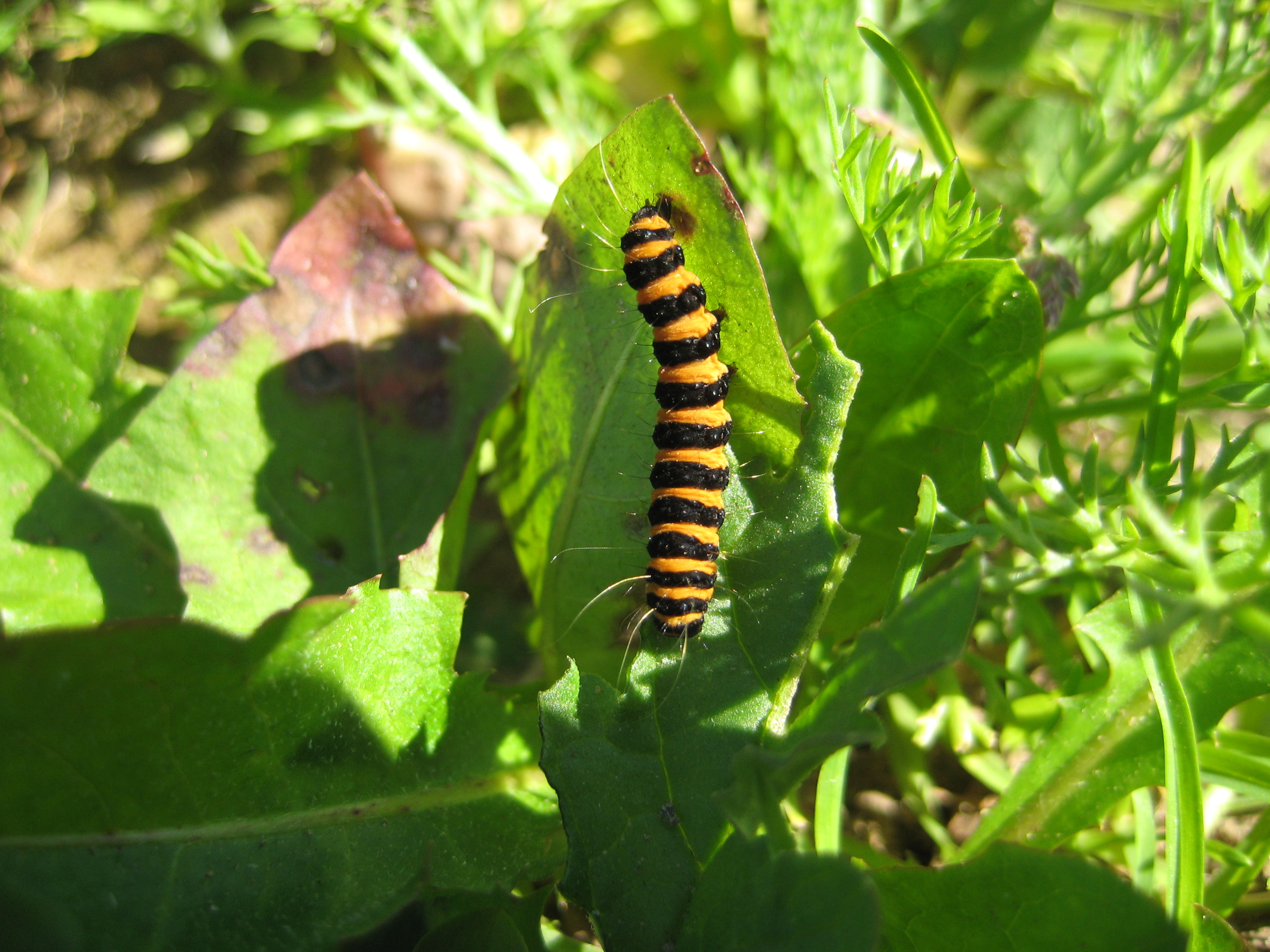
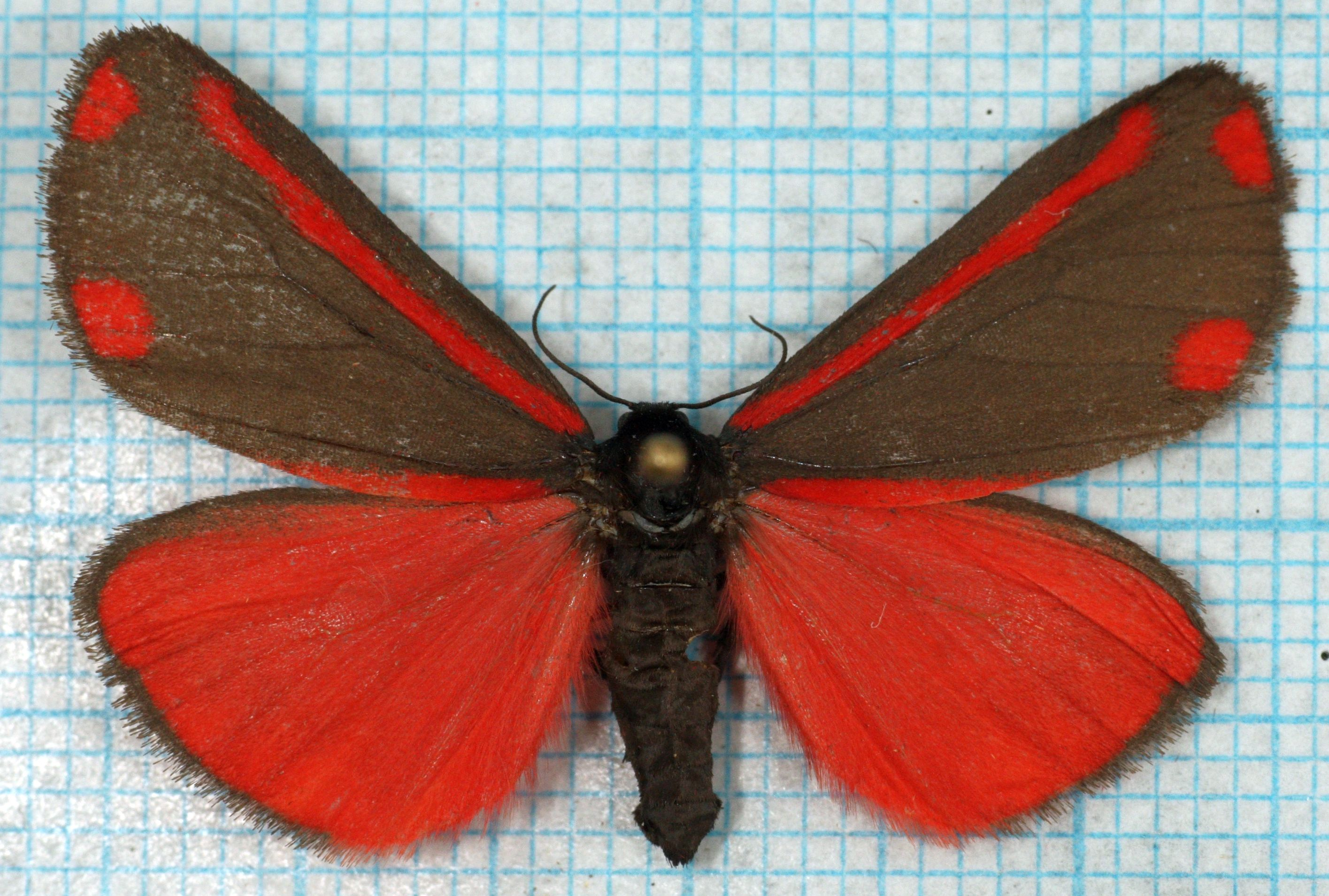